# 世界葡萄牙語日
世界葡萄牙語日（又稱“葡語日”）（葡萄牙語：Dia Mundial da Língua Portuguesa）是每年的5月5日。2009年7月20日，葡萄牙語國家共同體在佛得角首都培亞舉行的葡語國家共同體部長理事會第十四次常會通過決議，將該日期設立為葡萄牙語言文化日。5月5日是葡萄牙語國家共同體文化部長第一次會議的日期。隨後，2019年11月25日，該日期被聯合國教科文組織第四十屆會議確定為世界葡萄牙語日，使葡萄牙語成為世界上第一個擁有聯合國機構承認的正式日期的非聯合國官方工作語言。